# Slotkapel (Egmond aan den Hoef)
De Slotkapel in Egmond aan den Hoef is een eenbeukig kerkgebouw met pseudotransept gelegen bij de ruïne van het Kasteel Egmond en bezoekerscentrum Huys Egmont. Ze is vooral in gebruik voor huwelijksplechtigheden. De kapel is sinds 1987 eigendom van Stichting Restauratie Slotkapel.

## Geschiedenis
De eerste slotkapel werd in 1229 in opdracht van Willem I van Egmont gebouwd en in dat jaar door de bisschop van Utrecht officieel ingewijd. Volgens de kroniek van Dirk Wouters uit 1565 werd ze in 1431 door Jan II van Egmont afgebroken en herbouwd. In de westgevel bevindt zich een gevelsteen waaruit blijkt dat de eerste steen dat jaar werd gelegd door Jan II. Ook liet hij zes kanunniken komen om de koorgebeden en de eredienst te doen. In 1451 stierf Jan en hij werd in de Slotkapel begraven. In de Slotkapel bevindt zich ook het graf van Helena Jans van der Stroom, geliefde van René Descartes. Bij de Slotkapel werd een standbeeld opgericht voor hem.
In 1573, tijdens het beleg van Alkmaar, werden het kasteel, de Slotkapel en ook de abdij van Egmond Binnen in opdracht van geuzenaanvoerder Diederik Sonoy onder vuur genomen en in brand gestoken, omdat hij bang was dat het Spaanse leger, dat Alkmaar belegerde, het kasteel zou bezetten. De kapel werd zwaar beschadigd.
In 1633 werd de Slotkapel in opdracht van de Staten van Holland hersteld. Diverse steden (Noorderkwartier van Alkmaar, Haarlem, Hoorn, Edam, Enkhuizen Monnickendam en Purmerend) en overheden (gecommitteerden van West-Friesland, staten van Holland), edelen (prins Frederik-Hendrik, Johan van Foreest, Thomas van Egmond van den Nijenburg) en compagnieën uit die tijd deden daarvoor schenkingen, waaronder de gebrandschilderde ramen. Het raam van Haarlem werd gemaakt door de Haarlemse glazenier Pieter Holsteyn, de andere ramen door de Hoornse glazenier Jan Maertensz Engelsman. Het uurwerk in het torentje is in 1682 gemaakt door Christiaan Huygens. De klokkenstoel met een klok van Jan Verbruggen stamt uit 1750. Het orgel werd in 1898 gebouwd door Bakker & Timmenga en is afkomstig uit de kerk van de Friese plaats Wirdum. Het werd volledig gerestaureerd. In 1913-1914 onderging de kapel een  restauratie dankzij een anonieme schenking. In de jaren 1960 en 1980 werden weer restauraties uitgevoerd.
In de kapel hangt een scheepsmodel (een zogenaamde brik) die werd vervaardigd door koster en voorzanger Jacob Krans Sieuwers (1797-1856).
De Slotkapel doet vooral dienst als locatie voor feestelijke aangelegenheden. Het is een officiële trouwlocatie, in 2008 vond het 1000ste huwelijk plaats. Daarnaast worden er veel concerten georganiseerd. De akoestiek wordt geroemd.

## Foto's

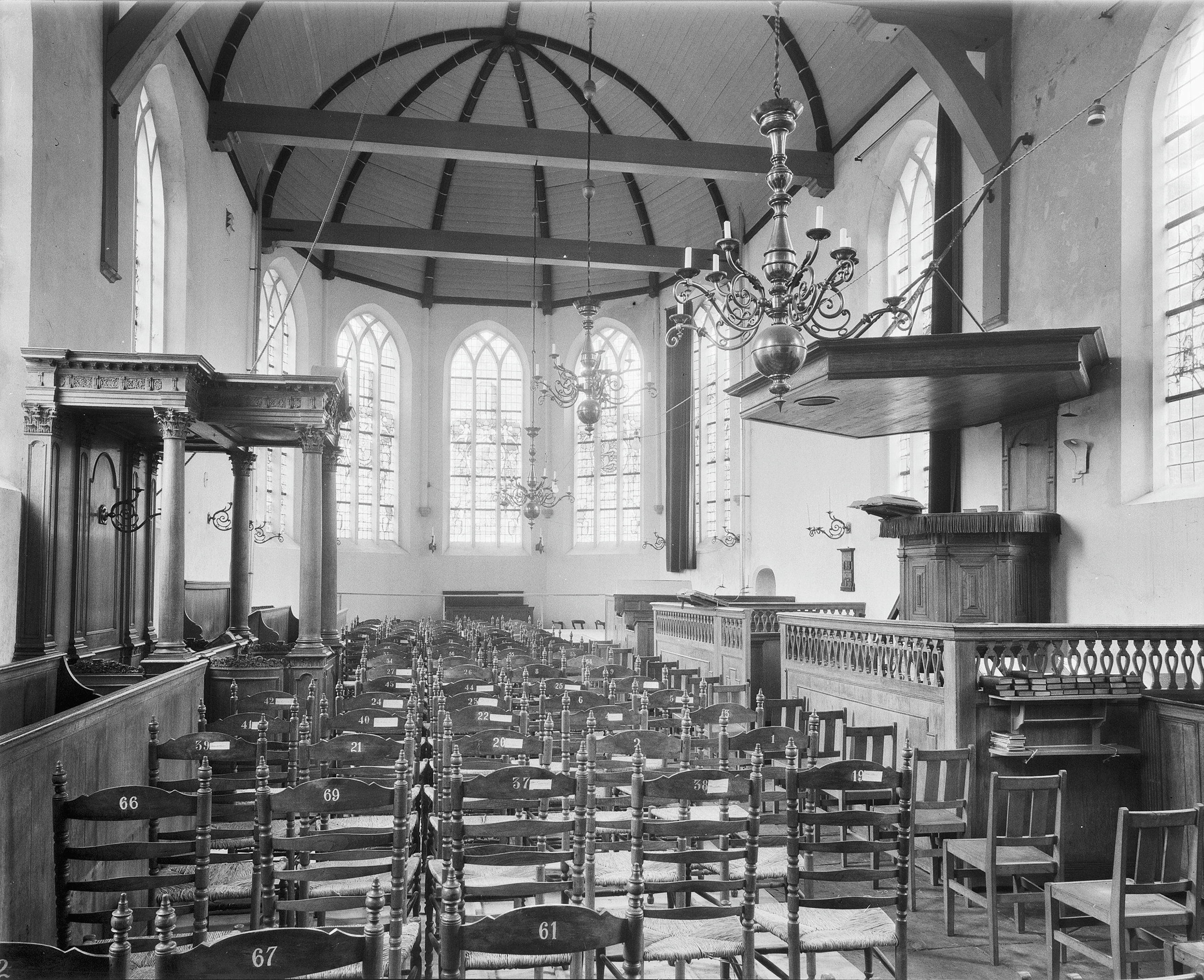
Interieur met preekstoel
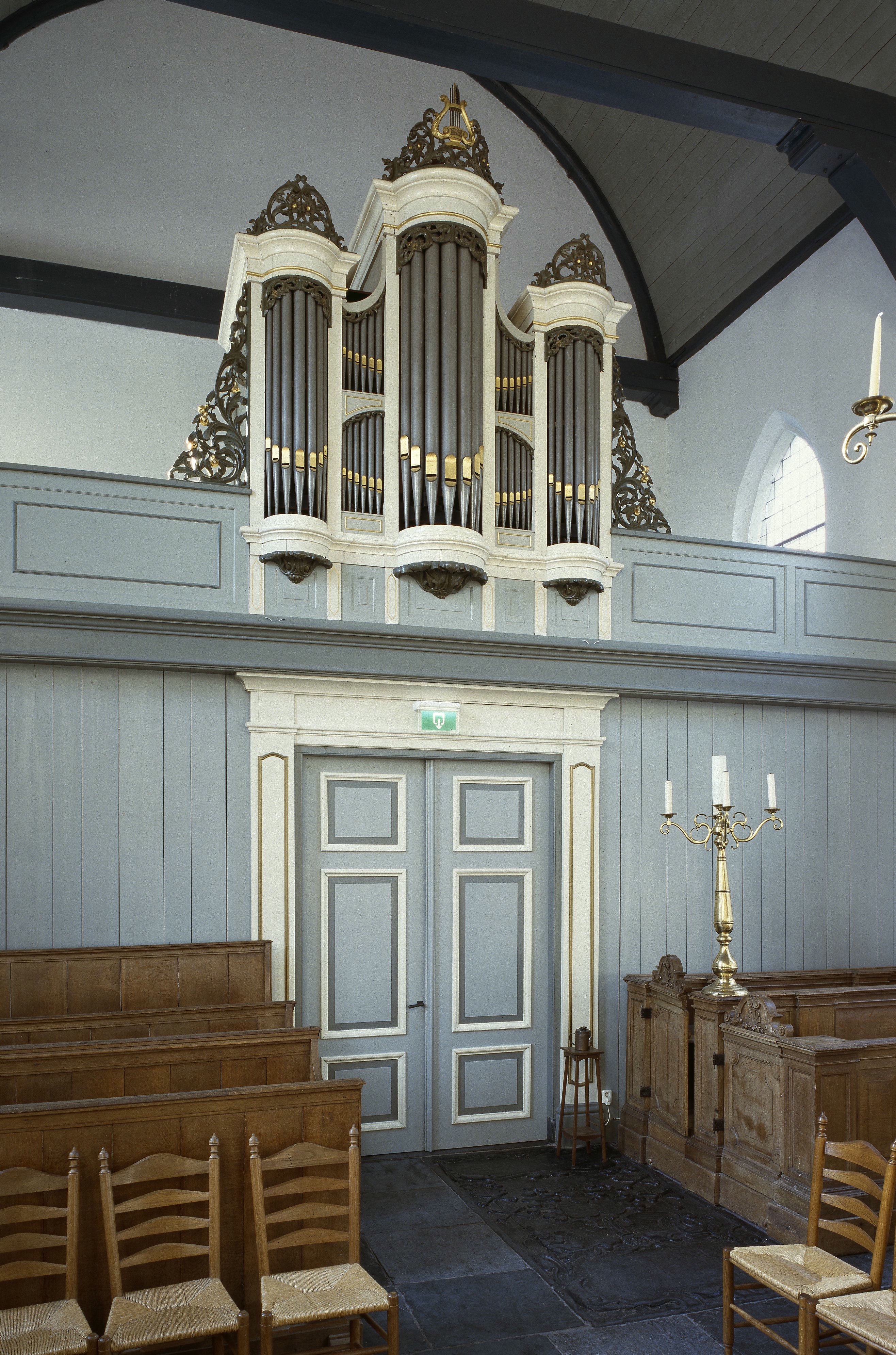
Orgel
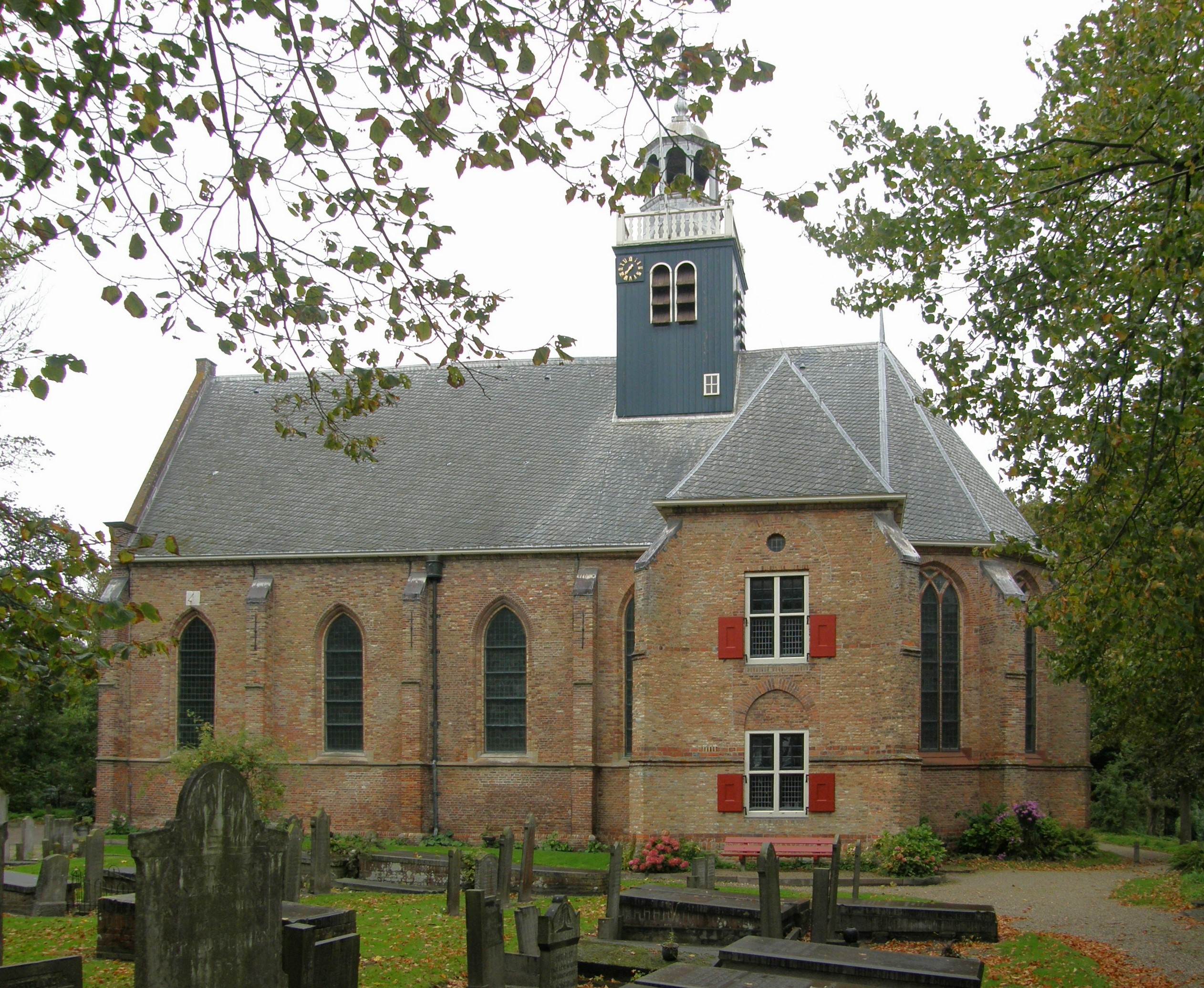
Slotkapel